# Голестан (дворец)
Дворецът Голестан (на персийски: کاخ گلستان, известен и като Мраморният дворец) е един от най-уникалните исторически комплекси на Иран в Техеран. Включен е в Списъка на световното културно и природно наследство на ЮНЕСКО.
Дворецът Голестан, което буквално означава „Дворецът на розите“, е бивш царски комплекс на Каджарската династия, в столицата на Иран, Техеран. Построен е по времето на Тахмасп I – вторият ирански шах от династията на Сефевидите, през 1524 – 1576 г. По-късно е реновиран от Карим хан Занд през 1750 – 1779 г. Ага Мохамад хан Каджар избира Техеран за своя столица.
Комплексът става седалище на Каджарите (1794 – 1925). Дворът и дворецът Голестан стават официална резиденция на царското семейство.
Комплексът се състои от няколко величествени сгради, разположени около добре оформена градина. Той съдържа 17 постройки, включително дворци, музеи и зали. Почти всичко от този комплекс е построено по време на 200-годишното управление на Каджарските царе. Дворците му са били използвани за много различни поводи, като коронации и други важни тържества. Комплексът на Двореца Голестан е пример за сливането на персийското изкуство и архитектура, с европейските стилове и мотиви и адаптирането на европейските строителни технологии.
Дворецът Голестан може да се разглежда като пример за източно-западен синтез в монументалните изкуства, архитектурното оформление и строителната технология, които са се превърнали в източник на вдъхновение за съвременните ирански художници и архитекти. В сегашното си състояние, комплексът се състои от две свързани градини, по-малка на запад и по-голяма на изток, и сгради, които ги обграждат.
Характерните архитектурни структури на Каджарската епоха, запазват автентичността си в дизайна и оформлението и в изключителната вътрешна и външна фасадна декорация. Отчасти дворецът запазва и своята функция и по-специално, галериите и крилата, създадени като музеи през Каджарски времена.
Много от жилищните, представителните и административните помещения са променени, но дворецът все още се използва за съвременни държавни дейности. Всички останали сведения за историческата Каджарска обстановка, са внимателно описани и запазени.